# Heinrich Gattineau
Heinrich Gattineau (6 janvier 1905 – 27 avril 1985) est un économiste et homme d'affaires allemand qui a été membre de la SA et un des directeurs d'IG Farben. Il a fait partie des accusés aux Procès de Nuremberg.

## Jeunesse
Gattineau est né à Bucarest ; il est le fils de Julius Gattineau, un dentiste allemand installé en Roumanie. Il a commencé ses études en Suisse, puis à Munich, où il a étudié l'économie à l'Université Louis-et-Maximilien de Munich ; il y a terminé son doctorat en 1929. Il a eu quelques activités politiques locales avec le Corps franc de l'Oberland (en) en 1923. En 1929, il a épousé Wera Fritzsche, qui lui a donné cinq enfants.

## Relations avec le parti nazi
À partir de 1928, Gattineau a travaillé chez IG Farben, dont il est devenu directeur de la politique commerciale et des relations publiques en 1931. À l'époque de la montée du parti nazi, il n'était pas rare que les discours d'Adolf Hitler attaquent IG Farben, où des juifs occupaient des postes importants. Inquiet du succès grandissant d'Hitler et de ses conséquences pour les affaires, Carl Duisberg a chargé Gattineau, son attaché de presse à l'époque, de prendre contact avec les nazis. Gattineau a demandé l'aide de Karl Haushofer, qui avait été un moment son maître à l'université, et après qu'Haushofer se soit porté garant des dirigeants d'IG Farben auprès d'Hitler, ses attaques ont cessé pendant environ un an.
En septembre 1932, Gattineau et le chimiste Heinrich Bütefisch (en) ont rencontré Hitler pour discuter de la production de carburant de synthèse, que celui-ci considérait comme crucial pour assurer l'indépendance énergétique de l'Allemagne et pour que ses plans de réarmement restent secrets s'il devait être élu. À cette date, Carl Bosch finançait déjà le parti nazi. La position de Gattineau à IG Farben était devenue importante et en 1932 il avait été nommé chef du nouveau Département de politique économique (Wipo), une branche de la section financière d'IG Farben chargée de contrôler les aspects juridiques, fiscaux et de politique étrangère susceptibles d'avoir un impact sur les relations entre l'entreprise et le gouvernement.

## Durant la période nazie
Dès qu'Hitler est arrivé au pouvoir, Gattineau a fait acte de candidature au parti nazi, mais il lui a été demandé d'attendre, le parti étant peu désireux, au moins au début, d'accepter cet afflux soudain d'hommes d'affaires opportunistes. Gattineau s'est néanmoins engagé dans la SA pour prouver sa bonne volonté. Il y est rapidement monté en grade, atteignant celui de Standartenführer (colonel) en 1934 et devenant un des principaux conseillers d'Ernst Röhm pour les questions économiques.
Sa proximité avec Röhm a failli lui coûter la vie lors de la Nuit des longs couteaux : le 30 juin 1934, il a été tiré de son lit par la Gestapo et enfermé sous la fausse accusation d'avoir détourné de l'argent d'IG Farben pour financer le supposé complot de Röhm, prétexte à l'élimination des SA. Il a été interrogé pendant plusieurs heures et a craint d'être exécuté, avant d'être relâché, à sa surprise. La raison de sa remise en liberté est incertaine : Max Ilgner (en) a déclaré plus tard avoir usé de son influence pour l'obtenir. À moins que Gattineau n'ait simplement pas été considéré comme assez important pour être exécuté.
Gattineau a immédiatement démissionné de la SA, mais il s'est retrouvé en mauvaise posture à IG Farben, où son supérieur Erwin Selck (de) a essayé de le faire licencier ou de l'envoyer en province, loin du siège berlinois d'Unter den Linden. Carl Bosch s'y est opposé mais, pour réduire le rôle public de Gattineau, a subordonné son Département de politique économique (Wipo) à l'autorité d'Ilgner. Gattineau a ensuite été admis comme membre à part entière du parti nazi en 1935.
Il a passé l'essentiel de la Deuxième Guerre mondiale à Bratislava comme directeur de la fabrique de dynamite Nobel et d'autres compagnies chimiques tchécoslovaques réunies par les nazis sous la houlette d'IG Farben.

## Après-guerre
En 1947, Gattineau a été arrêté et a fait partie d'un groupe de 24 hommes cadres et hommes d'affaires du Cartel IG Farben, tous accusés de crimes de guerre.
Lors du procès IG Farben, notamment instruit par Josiah J. E. DuBois (l'un des procureurs en chef du procès de Nuremberg, président du tribunal chargé de ce dossier, juriste alors spécialiste des trusts, de la Loi antitrust américaine et des lobbys et trafics d'influence), le groupe des 24 a bénéficié du fait qu'Ig Farben avait détruit ou falsifié ses archives. Les prévenus ont aussi profité d'une défense assurée par 60 des meilleurs avocats d'Allemagne. Ces avocats ont basé la défense des cadres et chimistes du groupe sur le fait qu'Ig Farben et ses cadres n'ont jamais directement tué personne bien qu'ayant massivement fabriqué et promu des produits chimique indispensables pour la guerre, dont des gaz de combats
Comme nombre de ses collègues d'IG Farben, il a été acquitté pour toutes les deux charges qui avaient été retenues contre lui et d'autres civils de l'industrie chimique : 1) préparer et de mener une guerre d'agression ; 2) participer à un complot en vue de mener une guerre d'agression. Il a été relâché en 1948,.
Il a ensuite occupé des postes au conseil d'administration de plusieurs entreprises, notamment de la WASAG-Chemie (de) à Essen et de la Guano-Werke à Hambourg. Il a aussi siégé au conseil de surveillance de la Mitteldeutschen Sprengstoffwerke à Langelsheim et au conseil consultatif de la Dresdner Bank à Düsseldorf.
En 1975, il a reçu la grand-croix de l'Ordre du Mérite de la République fédérale d'Allemagne
Il a publié en 1983 son autobiographie.